# كاترين باتلر
كاترين باتلر (بالإنجليزية: Charles Butler)‏ هو كاتب وكاتب للأطفال بريطاني، ولد في 25 يناير 1963 في رومزي ‏ في المملكة المتحدة.